# Zeche Storksbank (Bochum)

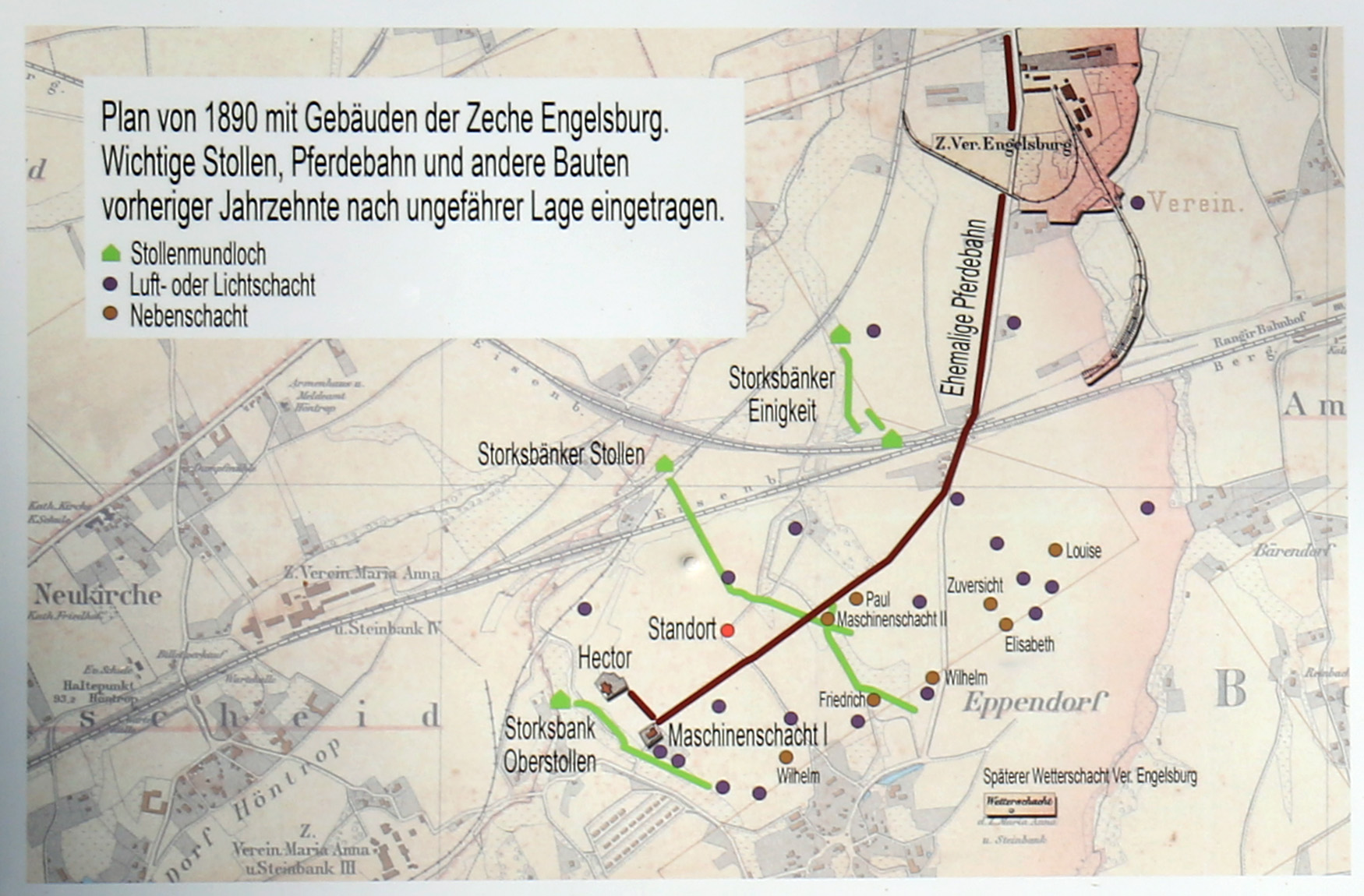
Karte der Storksbänker Stollen und der Nachfolgezeche Engelsburg.

Die Zeche Storksbank in Bochum-Eppendorf ist ein ehemaliges Steinkohlenbergwerk. Das Bergwerk war auch unter den Namen Zeche Storcksbanck und Zeche Storksbänker Stolln bekannt. Das Bergwerk ist nicht identisch mit der Zeche Storksbank in Bochum-Stiepel. Die erste urkundliche Erwähnung des Bergwerks stammt aus dem Jahr 1738.
Das Bergwerk war ein Vorläufer der späteren Großzeche Engelsburg.

## Geschichte

### Die Anfänge der Zeche mit dem Storksbänker Oberstollen
Bereits im Jahr 1735 wurde vermutlich mit der Auffahrung des Oberstollens begonnen. Das Stollenmundloch wurde in Tal eines Nebenzuflusses des Grenzgraben angelegt. Anschließend wurde der Stollen in südlicher Richtung aufgefahren. Im Jahr 1738 wurde die Mutung für das mittels Stollen aufgeschlossene Flöz unter dem Namen Stork und für ein weiteres Flöz mit dem Namen Michael eingelegt. Als Muter traten auf Georg Hüttemann und Johann Rödeln & Genossen.  Am 20. Mai 1738 wurde ein Längenfeld für den Abbau in Flöz Storksbank verliehen. Das Feld hatte eine Länge von 685 Metern. Im selben Jahr wurde der Oberstollen weiter aufgefahren. Am 27. September 1739 wurde das Längenfeld für den Abbau in Flöz Michael verliehen. Bei der am selben Tag stattgefundenen Vermessung des Feldes Storksbank wurde festgestellt, dass dieses Feld teilweise nicht mehr unverritzt war. In diesem Bereich hatte schon früher Abbau stattgefunden, durch den die Kohle bereits teilweise abgebaut war. Am 7. Oktober desselben Jahres erfolgte die Nachverleihung für den Abbau in Flöz Storksbank. Es wurde ein westlicher Feldesteil mit einer Länge von 235 Metern nachverliehen. Somit hatte nun das gesamte verliehene Feld eine Länge von 920 Metern. Im Jahr 1740 erreichte der Oberstollen eine Auffahrungslänge von 400 Metern. Da in diesem Bereich das Gelände nur geringfügig ansteigt, erreichte man auch nur eine geringe Bauhöhe für die aufgeschlossenen Flöze. 

### Der weitere Ausbau und Betrieb mit dem Storksbänker Stollen
Aufgrund der geringen Ergiebigkeit entschlossen sich die Gewerken, einen zusätzlichen tieferen Stollen aufzufahren. Noch im selben Jahr wurde ca. 600 Meter nordöstlich vom Oberstollen der vier Meter tiefere Storksbänker Stollen angesetzt. Heute befindet sich der Bereich am Rad- und Fußgängerweg Parkband West zwischen den Bahnlinien Wattenscheid-Bochum und Höntrop-Bochum. Der Storksbänker Stollen wurde in südöstlicher Richtung aufgefahren. Im selben Jahr wurde ein Stollenschacht abgeteuft. Der Schacht hatte eine Teufe von 13 Metern. Bei der Auffahrung des Stollens wurden zwei weitere Flöze angefahren. Am 13. Juli 1744 wurde ein Längenfeld für den Abbau in Flöz Steensbank (heute Flöz Dickebank) verliehen. Am 5. April 1747 wurde ein Längenfeld für den Abbau in Flöz Übelgünne verliehen. Als Muter für beide Flöze traten die beiden Repräsentanten der Gewerkschaft, Jürgen Nottebaum und Dr. Peltser, auf. Im selben Jahr wurde die weitere Auffahrung des Stollens beendet. Die maximale Bauhöhe betrug zu diesem Zeitpunkt 25 Meter. Die beiden verliehenen Flöze wurden nicht mehr abgebaut. Das Bergwerk war in den folgenden Jahren in Betrieb. Am 28. März 1765 wurde ein Längenfeld verliehen, hierbei handelte es sich um eine Nachverleihung für das bereits 1747 verliehene Flöz Übelgünne. Um 1775 waren der Nord- und der Südflügel Storksbank in Betrieb.
Im Jahr 1782 wurde der Stollenschacht Paul geteuft. Der Schacht erreichte eine Teufe von 15 Metern. Am 17. Juni des Jahres 1784 wurde das Bergwerk durch den Leiter des märkischen Bergreviers, den Freiherrn vom Stein, befahren. Das Bergwerk war zum Zeitpunkt der Befahrung in Betrieb. Vom Stein machte in seinem Protokoll Angaben über den Zustand und die Leistung des Bergwerks. Er vermerkte in seinem Protokoll insbesondere, dass auf dem Bergwerk die Leistung von 82 Ringel Steinkohle pro Mann und Schicht zu wenig seien. Vom Stein forderte eine deutliche Erhöhung der Leistung auf 90 Ringel pro Mann und Schicht. Im Jahr 1785 wurde die Auffahrung des Stollens wieder aufgenommen, der Stollen wurde in der Folgezeit auf eine Gesamtlänge von 800 Metern aufgefahren. Im selben Jahr wurden noch weitere Schächte in Betrieb genommen. Dies waren der Schacht Hoffnung mit einer Teufe von 17 Metern, des Weiteren der Schacht Zuversicht mit einer Teufe von 19 Metern, der Schacht Louise mit 12,5 Metern Teufe und der Schacht Wilhelm mit acht Metern Teufe. Am 25. Januar 1787 wurde das Längenfeld Junger Stork verliehen. Außerdem wurde die Mutung auf das Feld Junger Stork Nr. 2 eingelegt. Dieses Feld wurde später verliehen. Im Jahr 1796 war der Schacht 1 in Förderung. In diesem Jahr wurden rund 4000 Tonnen Steinkohle gefördert.

### Die letzten Jahre
Im Jahr 1800 waren der Schacht 4, der Schacht Johannes und das Lichtloch 5 in Betrieb. 1805 waren die Schächte 2 und Alter Kunstschacht in Betrieb, in diesem Jahr wurden 1283 Tonnen Steinkohle gefördert. 1808 wurden 1284 Tonnen Steinkohle gefördert. 1810 waren der Schacht 5 und der Schacht Egidius in Betrieb. 1815 waren der Schacht 3 und der Schacht Paul in Betrieb. 1820 waren der Schacht N und der Schacht Wilhelm in Betrieb. Am 14. Oktober 1828 wurde das Längenfeld Übelgünne Nr. 3 verliehen. Da der Abbau im Stollen fast zu Ende war, konsolidierte die Zeche Storksbank am 28. Juli 1829 zur Zeche Vereinigte Engelsburg. 1830 waren die Schächte Fortuna, Elisabeth und Luise in Betrieb. Das Jahresfördervermögen der drei Schächte lag bei 8500 preußischen Tonnen. 1833 wurde der Abbau im Storksbänker Stollen eingestellt. Östlich des ersten Stollenmundlochs von 1738, ca. 70 Meter entfernt, wurde später der Schacht Hector der Zeche Vereinigte Engelsburg angesetzt.

## Relikte
An der Stelle des Stollen Storksbank wurde in privater Initiative ein sehr frei interpretiertes Stollenmundloch nachgebaut. An diesem Standort und in der Nähe des Oberstollens stehen auch Informationstafeln des Bergbauwanderwegs Wattenscheid-Eppendorf. 